# Дегенеративное искусство

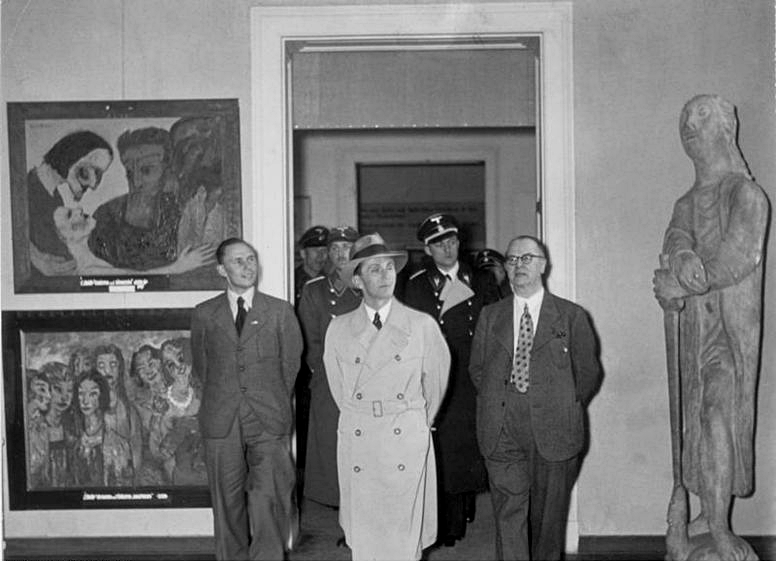
Посещение Геббельсом выставки «дегенеративного искусства» (1938)

«Дегенерати́вное иску́сство» (нем. entartete Kunst) — термин нацистской пропаганды и идеологическое клише для обозначения авангардного искусства, которое представлялось не только модернистским, антиклассическим, но и «еврейско-большевистским», антигерманским, а потому опасным для нации и для всей «арийской расы».
Понятие дегенеративных (вырожденческих) произведений искусства ввёл Макс Нордау в трактате «Вырождение» (1892). Позднее появился ещё один, оскорбительный термин, придуманный в 1937 году идеологом нацистской партии Альфредом Розенбергом: афтеркунст (нем. Afterkunst — «заднепроходное искусство»). Идеологическая дискредитация, запрет и уничтожение образцов «дегенеративного искусства», прямые репрессии против его создателей составляли значимую часть более широкой культурной политики гитлеровского режима. Своё отношение к авангардному искусству Гитлер выразил в своей книге «Mein Kampf».
В целом за борьбу против данного вида искусства отвечал министр народного просвещения и пропаганды Йозеф Геббельс, а по данному конкретному направлению — президент Имперской палаты изобразительного искусства Адольф Циглер.

## Выставка образцов

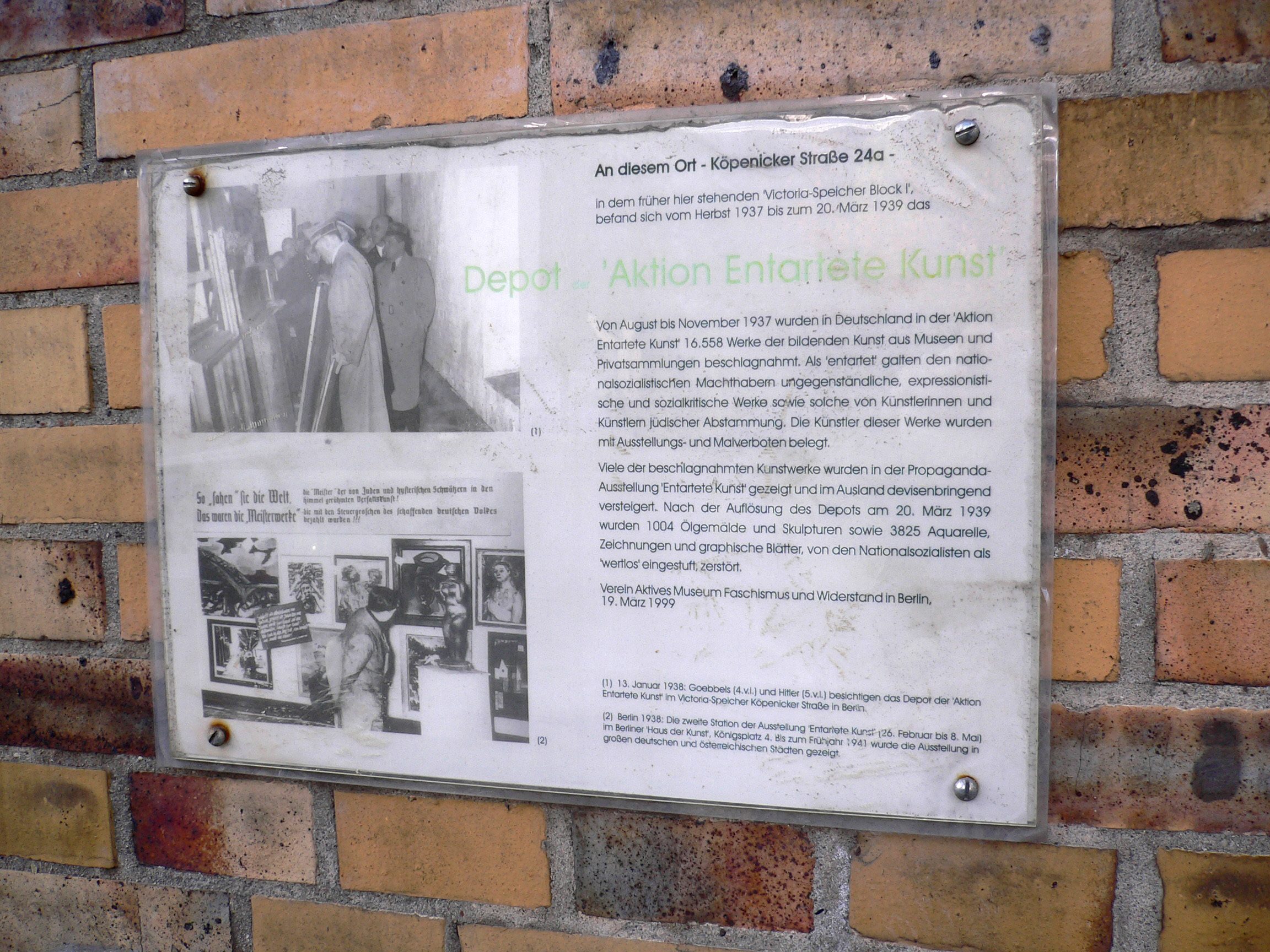
Мемориальная доска на месте склада произведений «дегенеративного искусства» на Кёпеникерштрассе в Берлине

Выставка под названием «Дегенеративное искусство», на которой было представлено около 650 произведений, конфискованных в 32 музеях Германии, открылась 19 июля 1937 в здании галереи в парке Хофгартен в Мюнхене через день после открытия «Большой немецкой художественной выставки» в мюнхенском Доме немецкого искусства. Выставка вызвала огромный интерес, до апреля 1941 года она объехала ещё 12 городов, её посетили 3 млн зрителей (такой рекорд был побит лишь в 2000-х годах).
В своей речи по случаю открытия первой Большой немецкой художественной выставки 18 июля 1937 года А. Гитлер выразил отношение национал-социалистов к загнивающей модернистской культуре: 

Кубизм, дадаизм, футуризм, импрессионизм и т. п. ничего общего с нашим немецким народом не имеют. Потому что все эти термины ни старые, ни современные, но они являются лишь искусственным лепетом людей, которых Господь лишил благодати истинно художественного таланта и вместо этого наделил их даром болтовни или обмана… Только не говорите, что эти художники именно так видят. Я здесь посмотрел некоторые из представленных картин, в случае с которыми действительно следует предположить, что глаза некоторых людей видят вещи иначе, чем они есть на самом деле, что действительно есть люди, которые видят нынешних представителей нашего народа как развращенных кретинов, которые изображают луга синими, небо — зелёным, облака — серо-жёлтыми и т. д. Я не хочу вступать в спор о том, действительно ли указанные лица так видят и чувствуют или нет, но я хотел бы от имени немецкого народа запретить этим заслуживающим сожаления несчастным людям, которые явно страдают острым расстройством зрения, попытаться плоды своего болезненного видения навязать окружающему миру или даже возвести это в ранг «искусства». Нет, у нас есть лишь две возможности: либо эти так называемые «художники» действительно так видят вещи и поэтому верят в то, что они изображают — тогда требуется только определить, вызваны ли их дефекты зрения повреждениями механического характера или они наследственны. В одном случае глубоко прискорбно для этих несчастных, во втором — важно для Имперского министерства внутренних дел, которому тогда пришлось бы заняться вопросом хотя бы о предотвращении дальнейшего наследования таких ужасных дефектов зрения. Однако возможно также, что эти лица сами не верят в реальность подобных впечатлений, а вместо этого пытаются заморочить нацию этим безобразием по другим причинам. Тогда такой подход относятся к области уголовного наказания… Отныне мы будем вести беспощадную очистительную войну против последних элементов культурного разложения.
Среди 112 художников и скульпторов, чьи изъятые произведения были представлены в экспозиции, были Янкель Адлер, Александр Архипенко, Ганс Балушек, Эрнст Барлах, Вилли Баумейстер, Макс Бекман, Ханс Беллмер, Рудольф Беллинг, Вернер Берг, Жорж Грос, Альма дель Банко, Отто Дикс, Иоханнес Иттен, Генрих Кампендонк, Василий Кандинский, Эрнст Людвиг Кирхнер, Пауль Клее, Оскар Кокошка, Ловис Коринт, Вильгельм Лембрук, Эль Лисицкий, Франц Марк, Герхард Маркс, Эвальд Матаре, Людвиг Майднер, Жан Метценже, Паула Модерзон-Беккер, Оскар Молл, Пит Мондриан, Ласло Мохой-Надь, Отто Мюллер, Эрнст Вильгельм Най, Хайнрих Науэн, Эмиль Нольде, Отто Панкок, Макс Пехштейн, Франц Радзивилл, Ханс Рихтер, Кристиан Рольфс, Лионель Фейнингер, Конрад Феликсмюллер, Рауль Хаусман, Карл Хофер, Бернгард Хётгер, Марк Шагал, Эдвин Шарф, Курт Швиттерс, Карл Фёлькер, Фриц Шефлер, Оскар Шлеммер, Карл Шмидт-Ротлуф, Курт Штёрмер, Отто Фрейндлих, Генрих Эмзен, Макс Эрнст, Алексей фон Явленский.
К дегенеративным причислялись целые художественные сообщества и направления: импрессионизм, дадаизм, кубизм, фовизм, сюрреализм, экспрессионизм, Баухаус.
Помимо собственно живописцев, в дегенеративные художники записали композиторов Арнольда Шёнберга, Пауля Хиндемита, Белу Бартока, Эрнста Кшенека, Виктора Ульмана, Эрвина Шульхофа, Павла Хааса, Ханса Краса, писателей Курта Хиллера, Георга Гейма, Ульриха Бехера и др.

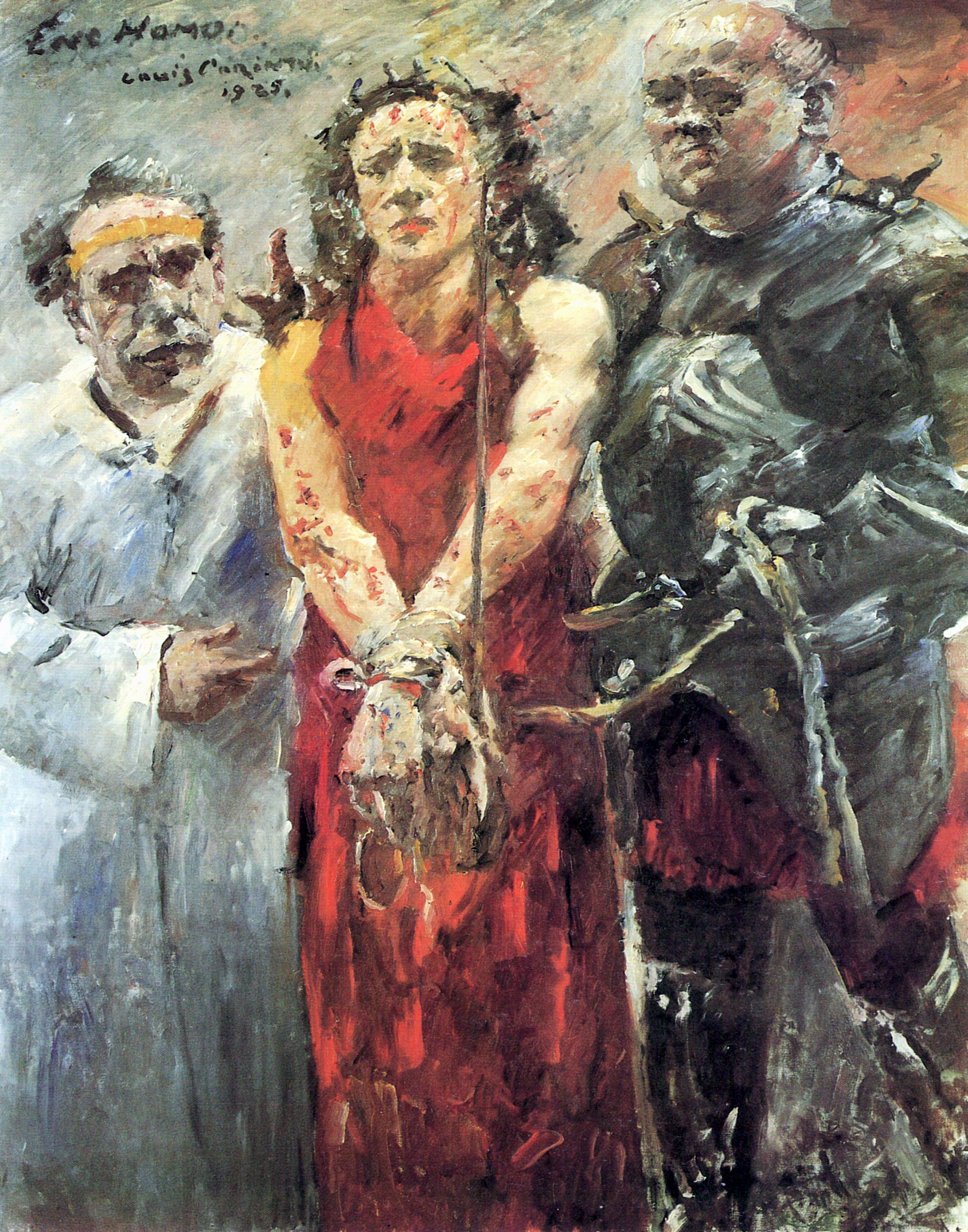
Ловис Коринт, Ecce homo (1925)
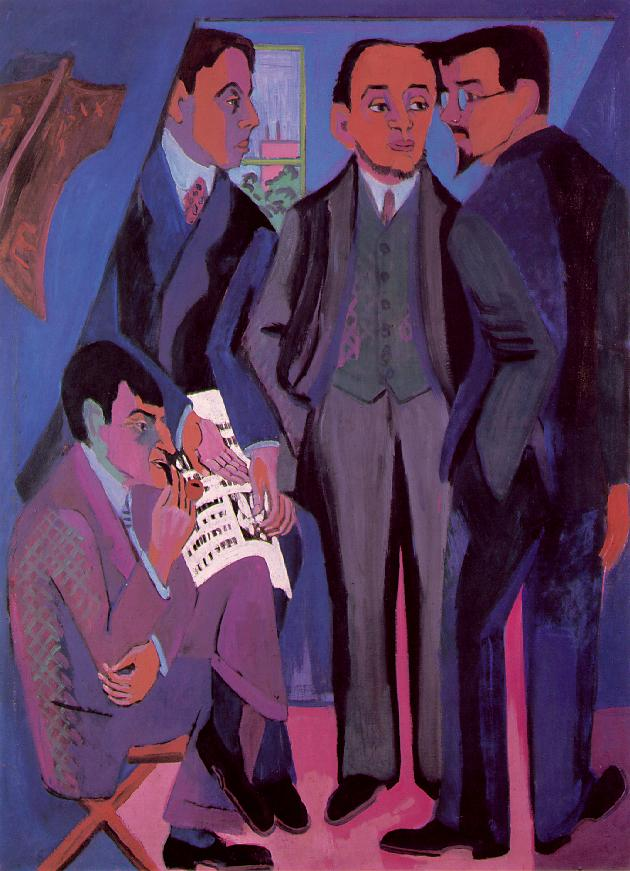
Эрнст Людвиг Кирхнер, Групповой портрет участников группы «Мост» (1926—1927)
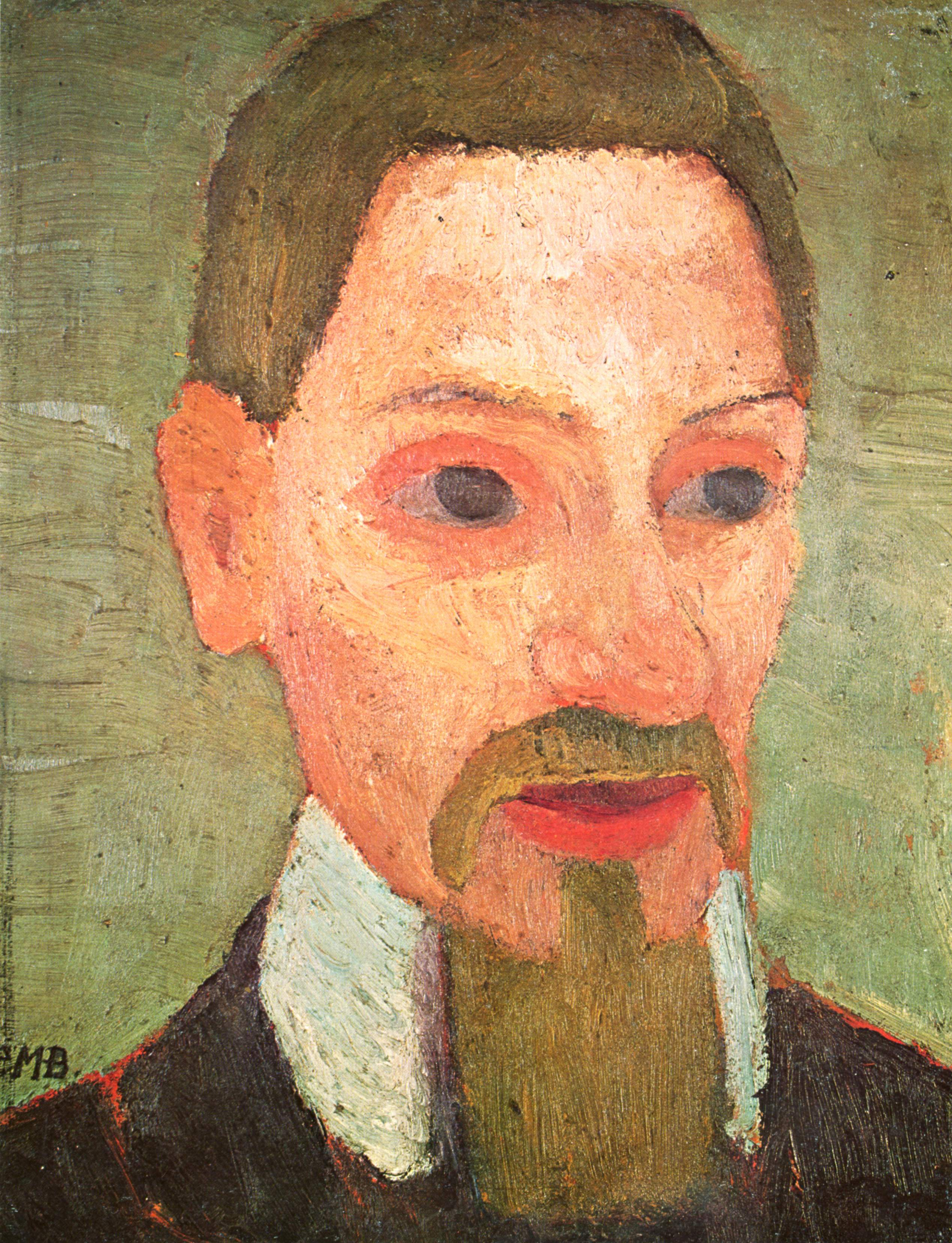
Паула Модерзон-Беккер, Портрет Райнера Мария Рильке (1906)
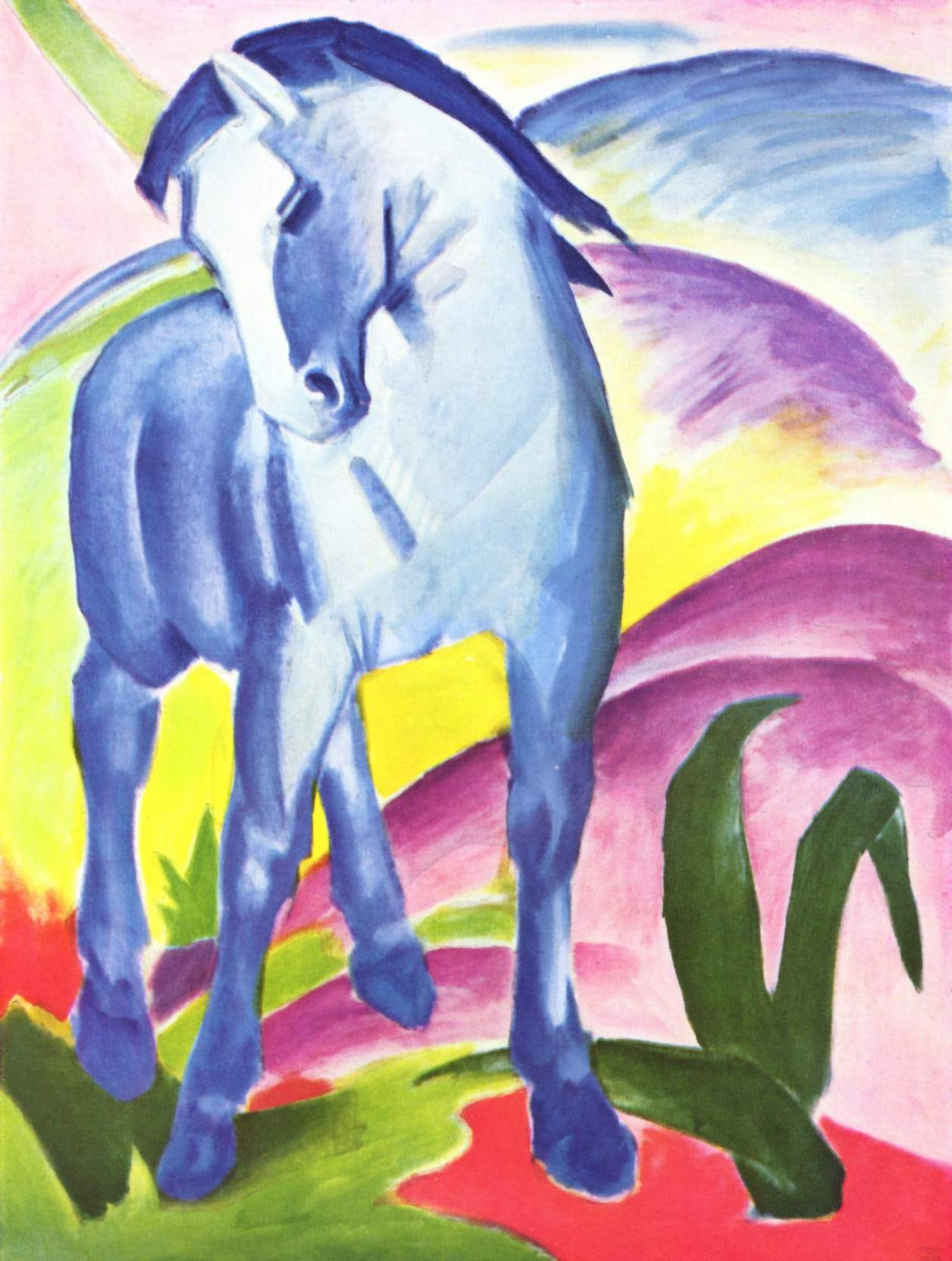
Франц Марк, Синий конь (1911)
Пауль Клее, Огонь при полной Луне (1933)